# Angelique (voornaam)
Angelique of Angélique is een voornaam voor een meisje die oorspronkelijk uit het Frans komt met de betekenis "als een engel". Ook kan de naam afgeleid zijn van het Germaanse "Ange", wat "afkomstig van het volk der Angelen" betekent. Voor verdere etymologie, zie het artikel over de mannelijke variant van deze voornaam, Angelo.
De naam Lieke is afgeleid van Angelique.

## Bekende naamdraagsters
- Angelique, een Nederlandse zangeres
- Angelique Koorndijk, een Nederlandse zangeres
- Angelique Seriese, een Nederlandse judoka
- Angelique Hoorn, Nederlands springruiter (amazone)
- Angelique Houtveen, een Nederlandse radiopersoonlijkheid